# Стьоганов Олександр Євгенович
Олександр Євгенович Стьоганов — Стеганoff (12 травня 1978, Костопіль) — український продюсер, автор і виконавець пісень, режисер, сценарист, композитор, кліпмейкер.

## Життєпис
Олександр Євгенович Стьоганов народився 12 травня 1978 року в місті Костопіль, Рівненської області України, тоді ще УРСР.
Батько Олександра - військовий, тому сім'я часто змінювала місце проживання. У 1984 році Стьоганови їдуть жити в Сирію, місто Хомс. Там же Олександр йде в школу. Сім'я живе в Хомсі до 1988. Після цього повертаються в Україну, купують квартиру в місті Рівне.

### Освіта
Олександр поступає вчитися в середню школу № 5, потім у середню школу № 9. Після закінчення 9 класу Олександр ходить доучуватися в ліцей з фізико-математичним ухилом. У 1996 році Олександр їде до Києва.
Здобув вищу освіту в Київському національному університеті культури і мистецтв за спеціальністю «Менеджер шоу-бізнесу», «Продюсер». Далі була Інтершкола, де Олександр отримав спеціальність «Продюсер ТВ-програм».

### Музична кар'єра
Стьоганов — професійний музикант, співак, композитор, режисер, актор.
Музикою Стьоганов почав займатися ще в школі. Писав тексти пісень, записував власні композиції. Олександр творить у стилях old school, сучасний ритм-н-блюз, хіп-хоп, реп.
Команду «Вхід у змінному взутті» Стьоганов (Стеганoff) зібрав в 1989 році. До того Олександр був учасником ВІА «Цвіркуни», потім ВІА «Меридіан» при місцевому палаці піонерів. Спочатку колектив називався «AGet AGet».
З 1995 по 1999 роки «Вхід у змінному взутті» давав по 20-30 концертів щомісяця. На ICTV в ефір виходить перший кліп «Той день коли». Гурт виїжджає на гастролі по Україні, після повернення знімається другий кліп «Час минає». Далі гурт береться за запис альбому. У Хмельницькому знімається кліп на пісню «Каролін». Співпраця з творчим агентством «Територія А» закінчилося випуском дебютного альбому «Планове Засідання». Альбом став на той момент найуспішнішою і найскандальнішою роботою колективу — він був проданий у кількості більше 100 000 штук і став платиновим. Гурт набув найбільшу популярність в своїй категорії.
Влітку 1998 року Олександр та інші учасники гурту «Вхід у змінному взутті» потрапляють в серйозне ДТП. Музиканти проходять курс лікування та реабілітації після важких травм близько 6 місяців.
У 1998 році «Вхід у змінному взутті» видає другий альбом «П'ять», який записувався в місті Рівне на студії «Трембіта».
У 1999 році Стеганoff видає 2 збірки «В.У.З.В. Найкраще 1996-1998» та «Премося по чорному». Цього року Стьоганов їде в Сан-Франциско, отримати додаткову освіту в музичній сфері.
У 2001 році Олександр повернувся до Києва із США. Музикант почав роботу над новим проектом Jigga.
Гурт «Вхід у змінному взутті» є володарем безлічі премій і нагород. Бере участь в різних фестивалях і оупенейрах, конкурсах України та зарубіжжя, займає призові місця і отримує різні премії. Учасники колективу організовують і беруть активну участь у благодійних акціях збору коштів для допомоги дітям.

### Продюсування
Олександр Стьоганов після закінчення Інтершколи за спеціальністю «Продюсер ТВ-програм», отримує контракт з «Dress Code». Як професійний продюсер, Стьоганов погоджується допомогти «розкрутити» молодий колектив.
Після співпраці з «Dress Code» Олександр Стьоганов продовжує діяльність як кліпмейкер, режисер реклами, продакшн і автор пісень. Олександр пише пісні для Марини Одольської, lourdes, Антона Лірника, для гурту «Время и стекло», «Степ», для Юрка Юрченка (гурт «Юркеш»), для колективу «Життя» (Житомир) та ін. Разом з Русланом Квінтою є автором пісні «Одна калина» для Софії Ротару, пишуть для OKSI.
З 2010 по 2013 Олександр Стьоганов — піонер українського шоу-бізнесу, є автором популярних пісень Потапа, гуртів «Dress Code», «Вхід у змінному взутті», співака Віктора Павліка, інших популярних українських виконавців — отримав пропозицію від Руслана Мінжинський взяти участь у проекті «3:15».
У 2013-2014 році, з початку Євромайдану, Олександр Стьоганов (Стеганoff) не боявся висловлювати свою громадянську позицію. Разом з родиною брав активну участь у протестах проти влади Януковича. Олександр патрулював Київ під час загрози зіткнень і провокацій, допомагав активістам медикаментами, теплими речами та їжею, підтримував бойовий дух патріотів виступами. Сам провів чимало часу на Майдані.
Зараз Олександр працює над новим альбомом ВУЗВ 2015 (робоча назва). До нього увійдуть і кавери на старі улюблені хіти, і багато нових пісень, записаних в стилі old school рідною українською мовою. У планах серія концертів для всіх шанувальників гурту, хіп-хопу та раста.

### Особисте життя
Одружений з Вікторією Стьогановою.

## Режисер
За час своєї професійної творчої діяльності Стьоганов зняв більше 50 відеокліпів. Ось найбільш популярні з них:

• Пара Нормальних - Вендетта https://www.youtube.com/watch?v=FxkfIWTow9g 

• Silana - Мы стали ветром https://www.youtube.com/watch?v=Ci0XOiBx65s [Архівовано 1 квітня 2016 у Wayback Machine.] 

• Katy Perry - Last Friday Night (Не вспоминай). Ukrainian cover Version https://www.youtube.com/watch?v=-VamfKUGMgE [Архівовано 16 березня 2016 у Wayback Machine.] 

• Антон Лірник (Camedy Club) - Зимняя https://www.youtube.com/watch?v=Gj3RNtxT9E0 [Архівовано 1 квітня 2016 у Wayback Machine.] 

• Пара Нормальних - Невеста https://www.youtube.com/watch?v=F6Be42BntiU

## Дискографія
• ВУЗВ - Планове засідання (1997) 

• ВУЗВ - П'ять (1999) 

• Вхід у змінному взутті. Найкраще 1996-1998 (збірник, 2001)

• ВУЗВ - Просто (2006)
• ВУЗВ - For Ever (2016)